# Иордан, Егор Егорович
Егор Егорович Иордан (нем. Georg Eduard Jordan; 1806—1892) — генерал-лейтенант Русской императорской армии.

## Биография
Родился 16 (28) мая 1806 года.
В службе состоял с 26 мая 1831 году. Участвовал в подавлении польского восстания 1830 года. С 17 января 1838 года — прапорщик лейб-гвардии Финляндского полка.
Во время Крымской войны при обороне Севастополя был полковником (произведён 31.03.1852) батальона Бутырского пехотного полка (1853—1854). Затем — командир Алексопольского егерского полка (04.07.1855 — 07.07.1863); был дважды контужен. 
Произведён в генерал-майоры 7 июля 1863 года. Участвовал в подавлении польского восстания 1863—1864 годов. Был помощником начальника 9-й пехотной дивизии (1863—1868), затем — командующий этой дивизией до 28 марта 1871 года, когда был произведён в генерал-лейтенанты и зачислен в запасные войска.
Умер 12 (24) апреля 1892 года. Похоронен на Смоленском лютеранском кладбище Санкт-Петербурга.
Был жалован дипломом на потомственное дворянское достоинство 11 декабря 1869 года.

## Награды
- Польский знак отличия за военное достоинство (Virtuti militari) 4-й ст. (1831)
- орден Св. Анны 3-й ст. (1850)
- орден Св. Владимира 4-й ст. с мечами и бантом (1854)
- золотая полусабля «За храбрость» (1856)
- орден Св. Георгия 4-й ст. за 25 лет (26.11.1858)
- орден Св. Станислава 2-й ст. с императорской короной (1860)
- орден Св. Анны 2-й ст. с императорской короной и мечами (1863)
- орден Св. Станислава 1-й ст. (1865)
- орден Св. Анны 1-й ст. с мечами (1867; императорская корона к ордену — 1869)

## Семья
Женился 5 ноября 1847 года на дочери титулярного советника Елизавете Михайловне Нестеренко (27.02.1827—14.07.1899). Их дети:
- Евгения (03.08.1848—?)
- Владимир (04.06.1851—?)
- Александр (26.01.1850—08.03.1908)[1] — действительный статский советник (14.5.1896), окончил Нежинский лицей князя Безбородко (1872), чиновник Министерства Императорского двора и уделов (1872—1896);
- Егор (23.08.1857—22.02.1876)[1]
- Константин (1863—1933) — окончил Анненшуле (1885) и Институт инженеров путей сообщения(1892), жил в Гатчине (1912—1916) с женой Анной Арсеньевной (урожд. Франтова) и сыном, который с отличием окончил Гатчинское реальное училище (15.05.1913)
- Вера (26.02.1868, Полтава — после 1912)